# Melphidippa macrura
Melphidippa macrura är en kräftdjursart som beskrevs av Georg Ossian Sars 1894. Melphidippa macrura ingår i släktet Melphidippa och familjen Melphidippidae. Inga underarter finns listade i Catalogue of Life.